# Munkarp
Munkarp är kyrkbyn i Munkarps socken i Höörs kommun i Skåne län. Orten var av SCB avgränsad till en småort från 1995 till 2010 och åter från 2023.
I Munkarp finns en kyrkoruin ifrån 1100 talet. Rullstensåsar som är naturresarvat. 
I Munkarp ligger Munkarps kyrka.